# Americhernes kanaka
Espèce
Synonymes
- Lamprochernes kanaka Chamberlin, 1938

Americhernes kanaka est une espèce de pseudoscorpions de la famille des Chernetidae.

## Distribution
Cette espèce est endémique des îles Marquises en Polynésie française.

## Publication originale
- Chamberlin, 1938 : New and little-known false-scorpions from the Pacific and elsewhere (Arachnida - Chelonethida). Annals and Magazine of Natural History, sér. 11, vol. 2, p. 259-285.